# Аэрофлот (российская авиакомпания)
«Аэрофлот — российские авиалинии» — российская государственно-частная авиакомпания, образованная из одного из государственных социалистических предприятий, входившего в состав советского «Аэрофлота» и осуществлявшего полёты и коммерческую деятельность на международных воздушных линиях, а также завладевшего правами на одноимённую торговую марку.
Полное наименование — публичное акционерное общество «Аэрофлот — российские авиалинии»; сокращённое — ПАО «Аэрофлот».
Выполняет внутренние и международные рейсы из московского аэропорта Шереметьево и аэропорта Красноярск.
С апреля 2006 года входил в состав авиационного альянса SkyTeam, с 30 апреля 2022 года членство временно приостановлено. Также вместе с дочерними авиакомпаниями «Россия» и «Победа» образует авиационный холдинг Группа «Аэрофлот», который входит в число двадцати ведущих авиаперевозчиков мира по пассажиропотоку.
Вследствие вторжения России на Украину и введённых в ответ санкций авиакомпания с 8 марта 2022 года не выполняет ряд международных рейсов «в связи с возникновением дополнительных обстоятельств, препятствующих выполнению полётов».

## История

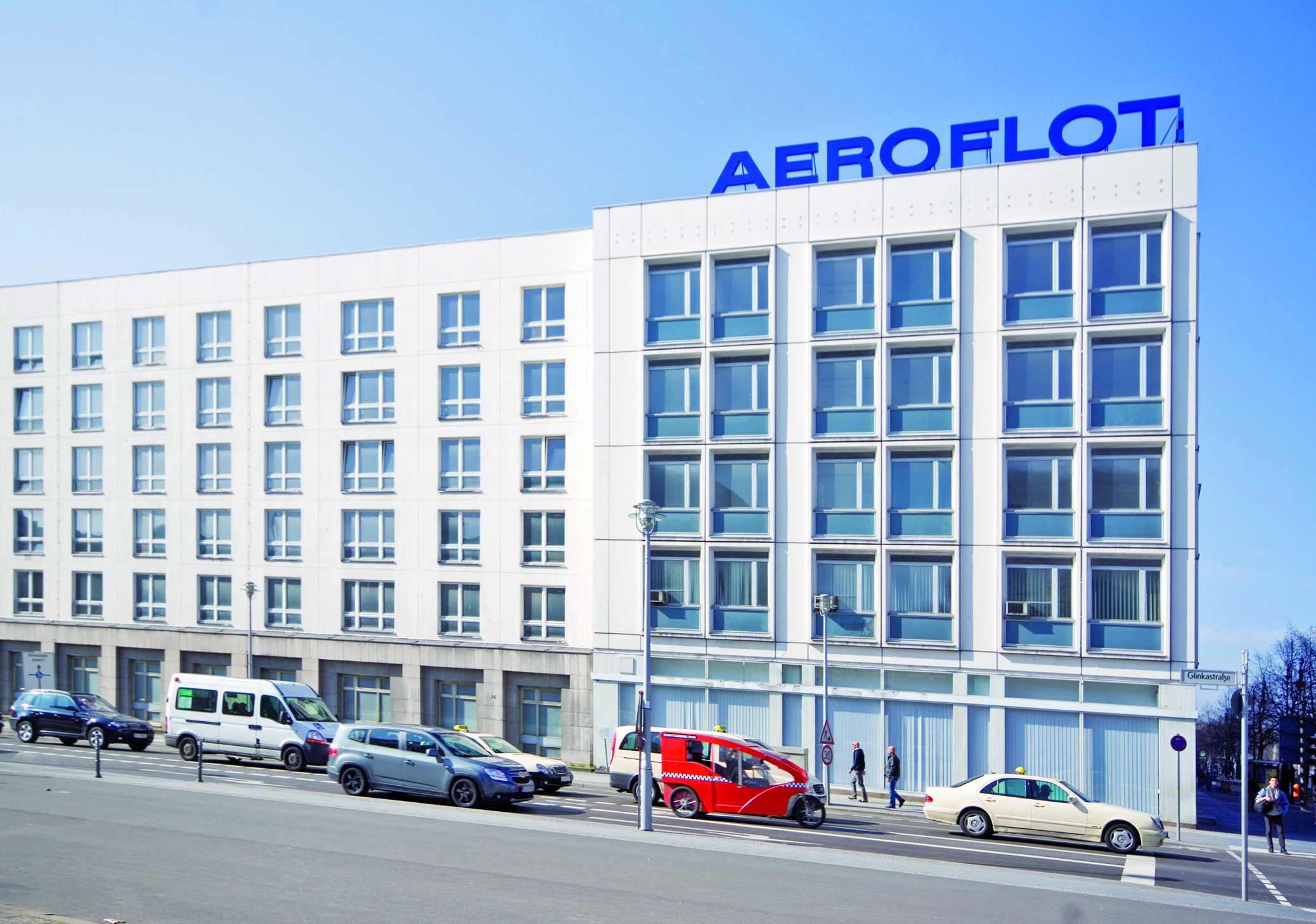
Представительство в Берлине

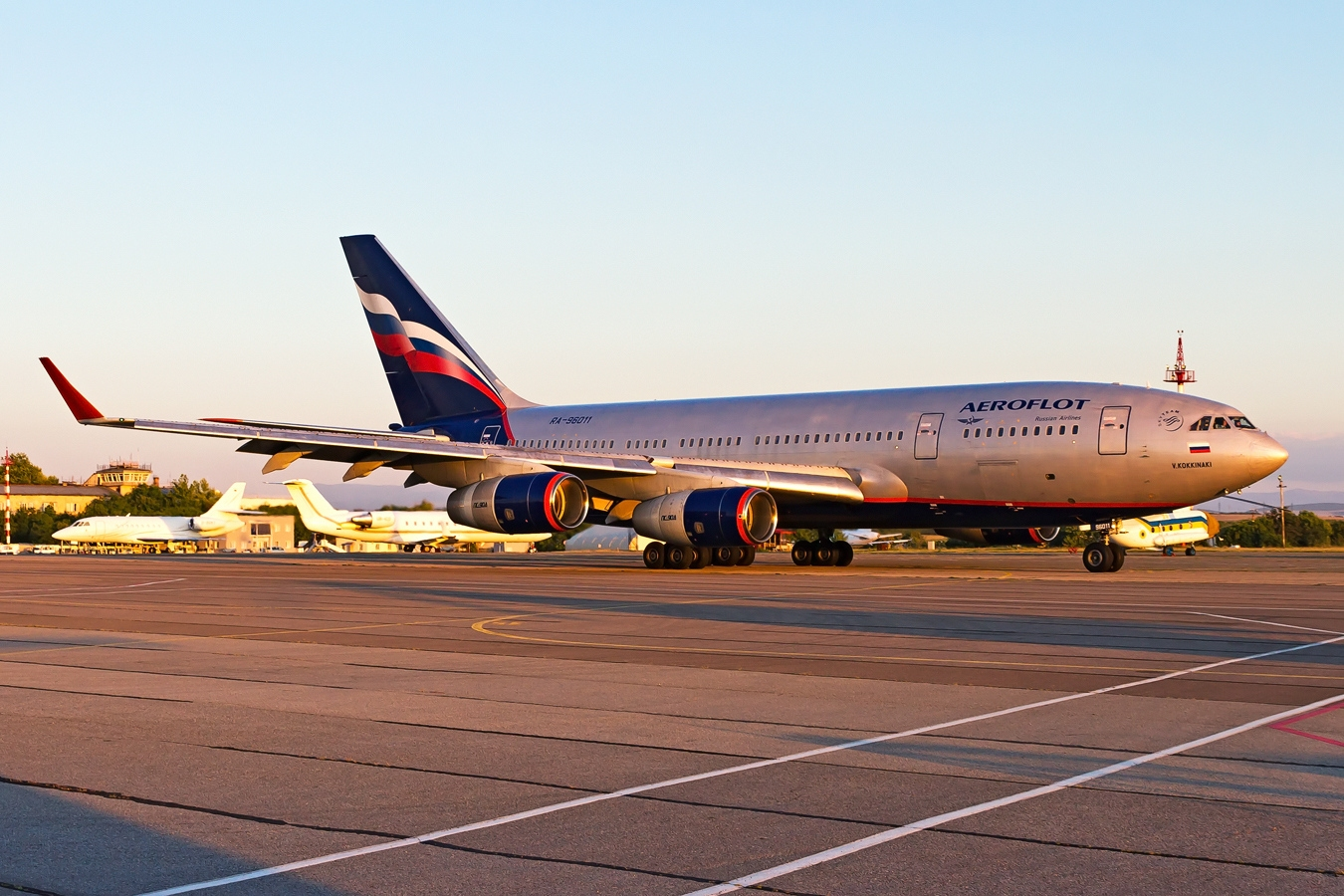
Ил-96

В связи с ожидаемым прекращением работы органов госуправления к концу 1991 года над всемирно узнаваемым брендом нависла угроза ликвидации ввиду отсутствия регистрации данного юридического лица, и, понимая это, начальник Международного коммерческого управления гражданской авиации В. М. Тихонов предложил зарегистрировать «Аэрофлот» как производственно-коммерческое объединение Международного коммерческого управления (МКУ ГА) и Центрального управления международных воздушных сообщений (ЦУМВС). За МКУ ГА в то время было закреплено право представлять всю советскую гражданскую авиацию на международной арене.
Документы на регистрацию не раз подавались в Московскую регистрационную палату, но каждый раз возвращались с отказом по разным предлогам. В МГА СССР также были противники, объяснявшие свою позицию как борьбу с монополизмом на международном рынке в виде «Аэрофлота». Тогда заместитель начальника МКУ ГА Александр Смолко предложил провести регистрацию в другом регионе, и в июне 1991 года в Ленинградском райисполкоме было зарегистрировано Производственно-коммерческое объединение «Аэрофлот — советские авиалинии» с последующим внесением его в реестр Минфина СССР — так впервые в истории появилось зарегистрированное юридическое лицо, в названии которого присутствовало слово «Аэрофлот». В состав объединения вошли государственные социалистические предприятия: Международное коммерческого управление ГА со входящими в его состав международными представительствами и Центральное управление международных воздушных сообщений с его лётным составом и воздушными судами.
После распада СССР все авиапредприятия страны получили полную независимость в отношении организации своей деятельности ввиду упразднения министерств и других центральных органов государственного управления СССР и прекращения ими выполнения своих управленческих функции с 1 декабря 1991 года. К тому времени в стране существовало порядка 300 эксплуатационных государственных авиапредприятий, подлежащих в соответствии с Распоряжением Госкомимущества РФ от 16.09.1992 № 444-р преобразованию в акционерные общества открытого типа.

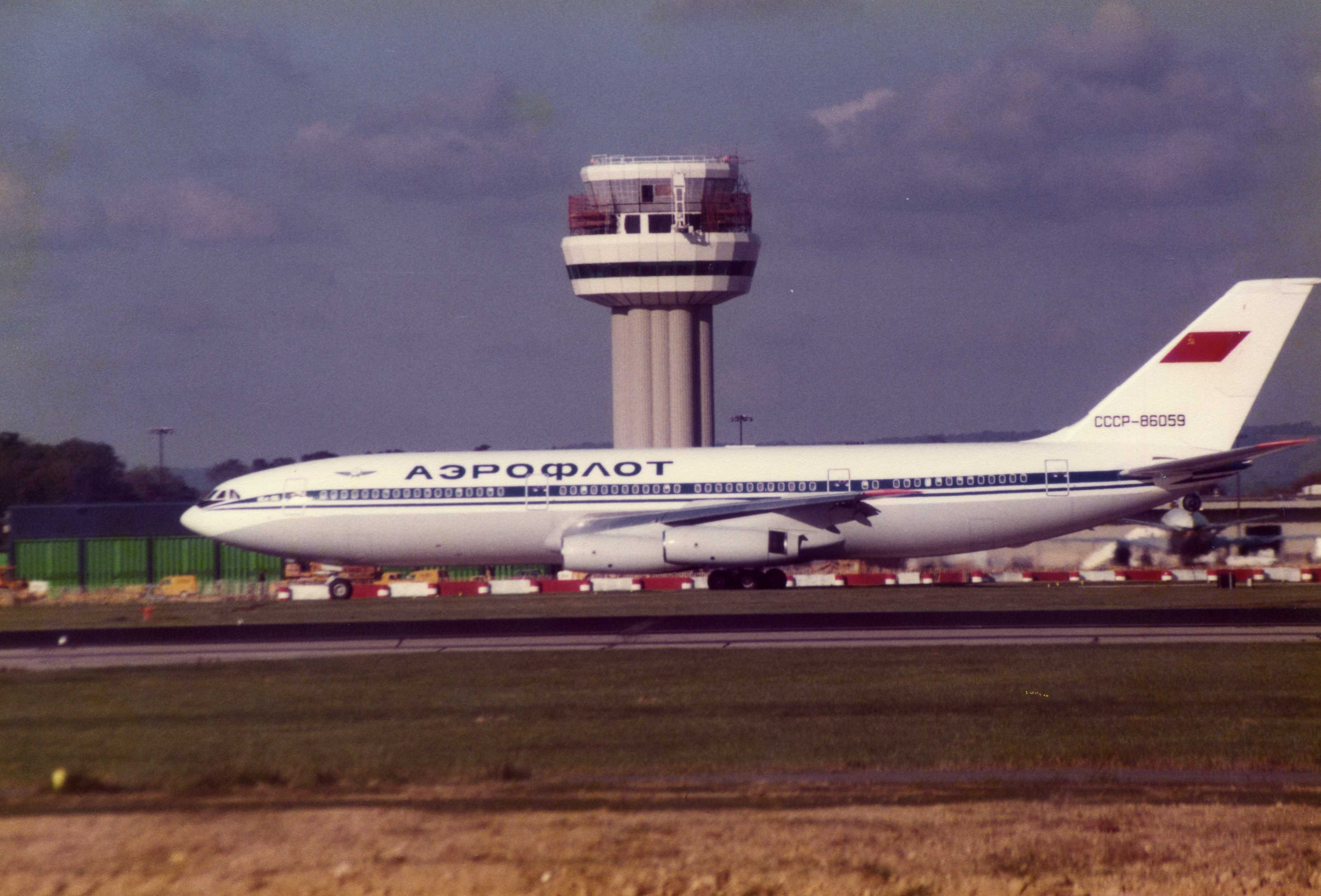
Ил-86 в лондонском аэропорту Гатвик

Российская история авиакомпании начинается с момента принятия Постановления Правительства РФ № 527 от 28 июля 1992 года «О мерах по организации международных воздушных сообщений Российской Федерации», на основании которого производственно-коммерческое объединение «Аэрофлот — советские авиалинии» со входящими в него структурами было преобразовано в АООТ «Аэрофлот — российские международные авиалинии» с сохранением полномочий по действующим межправительственным соглашениям с зарубежными странами, иностранными авиакомпаниями, фирмами и организациями. Данное преобразование стало решением правовой нестыковки, возникшей после распада СССР, когда существовавшее производственно-коммерческое объединение, выполнявшее международные полёты, фактически отошло к России, но юридически представляло за рубежом несуществующее государство.

Окрылённый серп и молот — узнаваемый символ «Аэрофлота»

Таким образом, современный Аэрофлот унаследовал известную всему миру советскую торговую марку и регулярные валютные поступления от иностранных авиакомпаний за выполняемые ими полёты по транссибирским маршрутам — порядка 500 миллионов долларов в год.

### После приватизации
В 1990-х годах выполнял в основном международные перевозки, но по мере того, как остальные авиакомпании прекращали свою деятельность из-за нерентабельности в связи со значительным уменьшением пассажиропотока, «Аэрофлот» постепенно расширял внутрироссийскую маршрутную сеть, покрывая все свои убытки в неконкурентной борьбе с помощью роялти, получаемых от иностранных авиаперевозчиков за пролёт над Россией по транссибирскому маршруту как преемник по международным договорам СССР.

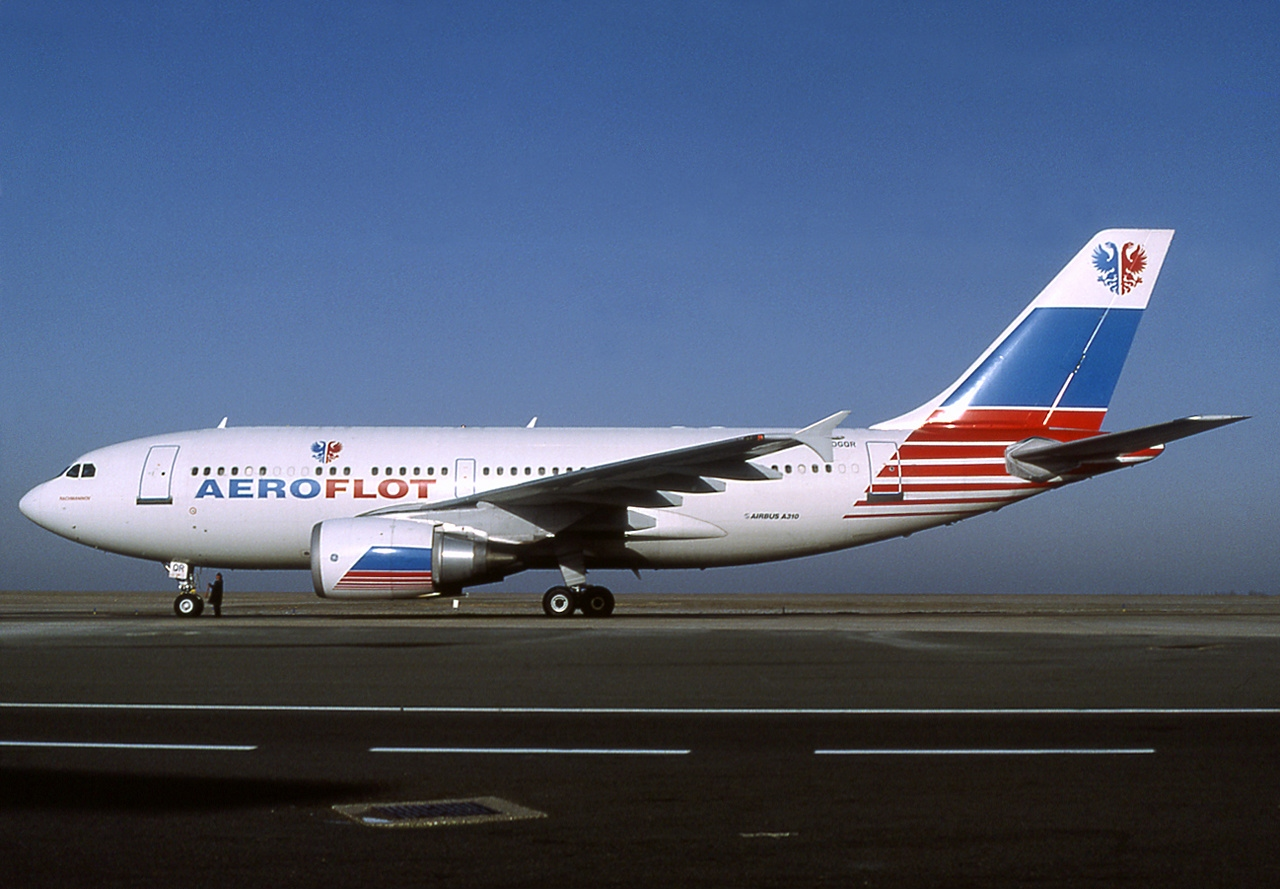
Airbus A310-300, в ливрее, использовавшейся в 1990-е годы

В 1992 году создана дочерняя авиакомпания «Российские авиационные линии (РАЛ)», которая первой в России начала эксплуатацию магистральных самолётов иностранного производства Airbus A310; все 5 самолётов в ней были окрашены в особую ливрею (цвета российского флага) и носили имена известных композиторов (Tchaikovsky — F-OGQQ, Rachmaninov — F-OGQR, Glinka — F-OGQS, Mousorgsky — F-OGQT и Borodin — F-OGQU). Но после авиакатастрофы борта F-OGQS под Междуреченском в 1994 году, в следующем году «РАЛ» была закрыта, а её флот был переведён в материнскую авиакомпанию.
В 1994 году «Аэрофлот» реорганизован в открытое акционерное общество и подвергся частичной приватизации. 51 % акций остался за государством.
В 2000 года авиакомпания переименована в «Аэрофлот — российские авиалинии».

### Дело «Аэрофлота»

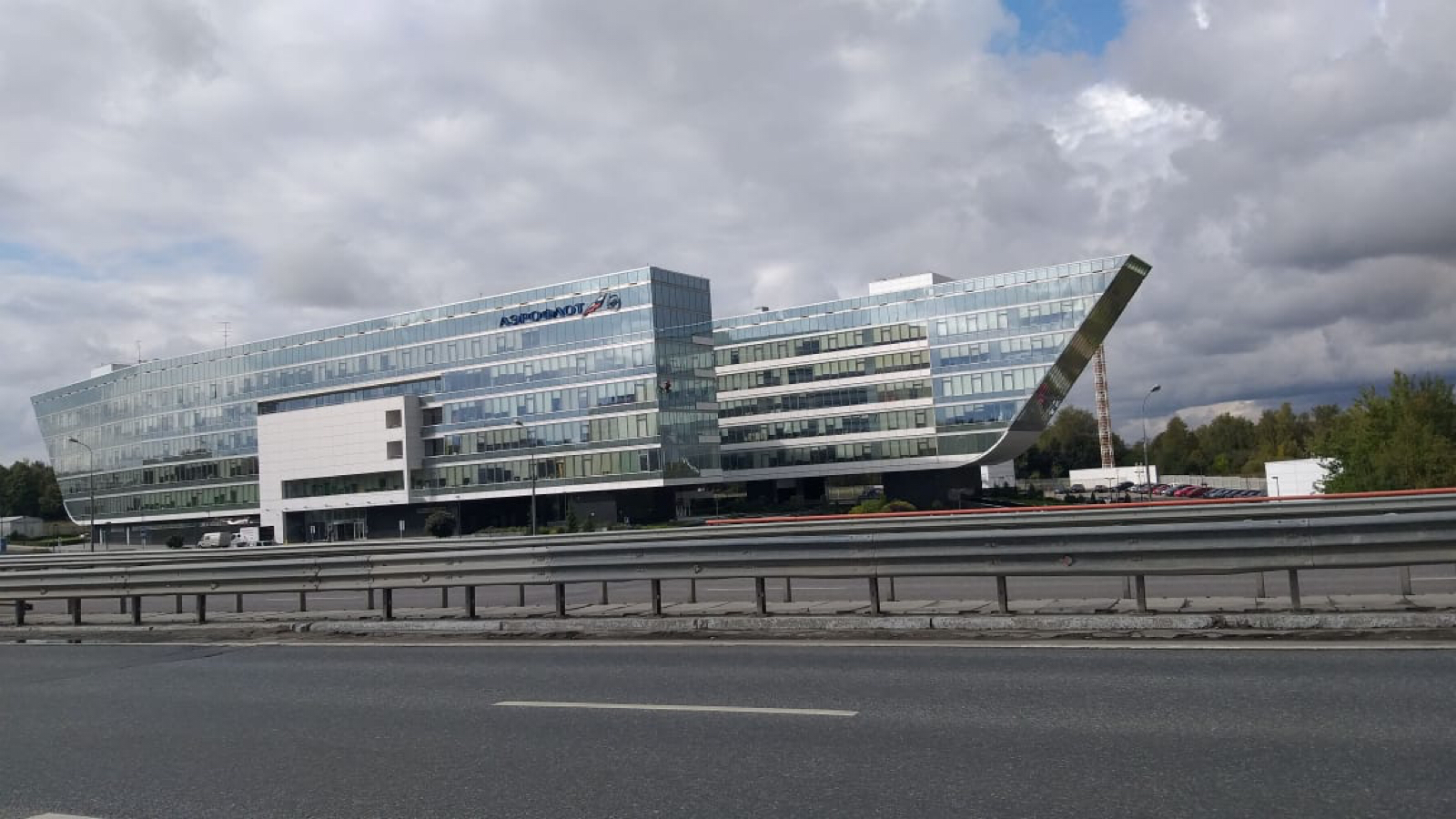
Главный офис «Аэрофлота» на Международном шоссе

Во второй половине 1990-х годов в «Аэрофлоте» разразился скандал, связанный с присвоением свободных валютных средств авиакомпании в размере 252 000 000 $ швейцарской фирмой «Андава», основными акционерами которой являлись топ-менеджеры «Аэрофлота» и Борис Березовский. По версии Генеральной прокуратуры, бывшее руководство «Аэрофлота», «введя в заблуждение» генерального директора авиакомпании Евгения Шапошникова, убедило его перевести эти средства на счёт указанной компании. В марте 2004 года был вынесен приговор. Подсудимые получили от 1,5 до 3 лет лишения свободы и были освобождены от отбытия наказания за истечением срока давности и по амнистии. Однако приговор не устроил ни одну из сторон, и через два месяца Московский городской суд направил дело на новое рассмотрение.
Будучи осуждёнными за мошенничество в отношении «Аэрофлота», Борис Березовский и его партнёр по бизнесу Николай Глушков были обязаны выплатить авиакомпании более 200 000 000 рублей (6 000 000 долларов) в качестве возмещения ущерба. Решение вступило в силу в феврале 2008 года после того, как Московский городской суд отклонил жалобу Березовского.
В конце 2012 года судья отклонил претензии авиакомпании на основе принципа окончательности, не позволяющего сторонам повторно начинать споры за исключением случаев апелляции. Вскоре после этого представитель Аэрофлота сообщил, что авиакомпания рассматривает возможность апелляции. В январе 2014 года Высокий суд Лондона подтвердил право Аэрофлота обжаловать решение по делу умершего Бориса Березовского.
В 2010 году швейцарский суд принял решение о возврате «Аэрофлоту» 52 000 000 долларов, похищенных Борисом Березовским и его сообщниками.

### Ребрендинг и реструктуризация

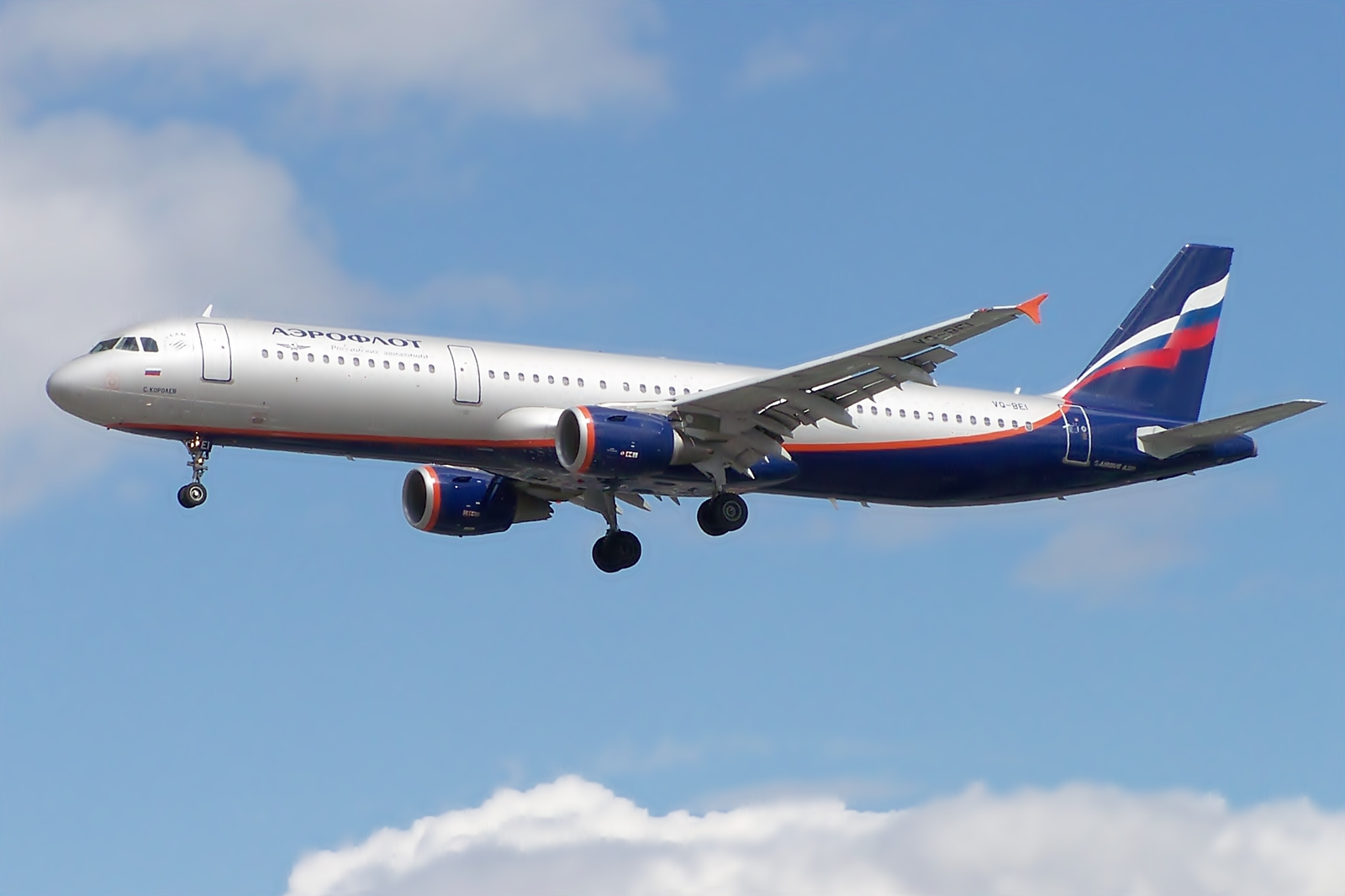
Airbus A321-200 в новой ливрее «Аэрофлота» 2003 года

В 2000 году «Аэрофлот» пригласил группу британских консультантов с целью произвести ребрендинг. В 2003 году «Аэрофлот» представил новый вариант раскраски своих самолётов и униформы для экипажа, была запущена крупная рекламная акция.
В 2000-х годах «Аэрофлот» модернизировал флот. Было приобретено 18 самолётов серии А320 для выполнения рейсов по Европе и 11 Boeing 767-300ER для дальнемагистральных рейсов. К 2004 году общий размер флота авиакомпании превысил 100 самолётов.
Добившись стабильности на рынке зарубежных перевозок, весной 2004 года «Аэрофлот» приступил к активной экспансии на рынок внутренних авиалиний, где на тот момент лидерство удерживала авиакомпания «Сибирь» (ныне S7 Airlines). В планы «Аэрофлота» входило подчинить себе 30 % рынка к 2010 году (в 2006 году это значение составляло 9 %). Одним из первых шагов на этом пути стала покупка авиакомпании «Архангельские воздушные линии» и превращение её в дочернее предприятие «Аэрофлот-Норд». В ноябре 2006 года стало известно о планах «Аэрофлота» поглотить дальневосточные авиакомпании «Дальавиа» и «Сахалинские авиатрассы».

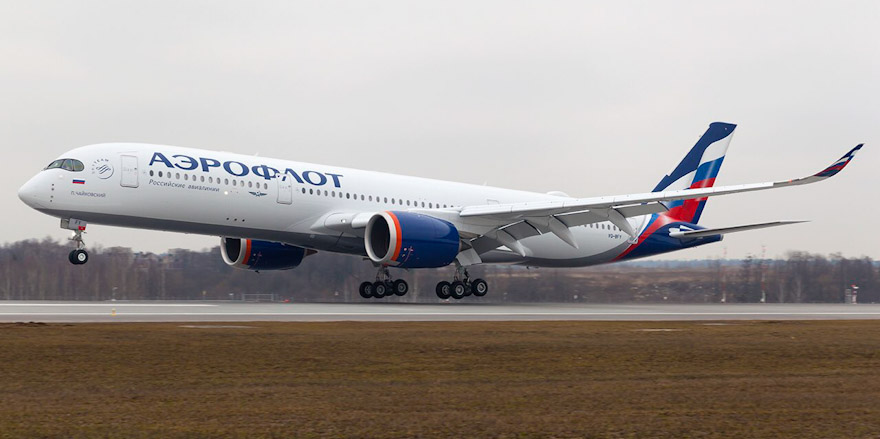
Airbus A350-900 в новой ливрее «Аэрофлота» 2020 года

14 апреля 2006 года «Аэрофлот» вступил в альянс SkyTeam.
В 2007 году было объявлено о планах по приобретению 39 % акций итальянского перевозчика Alitalia, что вписывалось в стратегию по превращению «Аэрофлота» в крупного игрока рынка международных пассажирских авиаперевозок. Государственный пакет акций оценивался экспертами в 900 млн долларов. Однако уже несколько месяцев спустя компания отказалась от этих планов, в первую очередь из-за того, что правительство Италии повысило стоимость пакета акций.
14 сентября 2008 года в связи с авиакатастрофой в Перми «Аэрофлот» заявил о немедленном прекращении сотрудничества с авиакомпанией «Аэрофлот-Норд» в части предоставления своего флага для полётов. В 2009 году эта авиакомпания потеряла в названии слово «Аэрофлот», будучи переименованной в «Нордавиа», а в марте 2011 года «Аэрофлот» продал её компании «Норильский никель» за 7 млн долларов и 200 млн долларов списанных с авиакомпании долгов.
В 2009 году на посту генерального директора компании бывшего штурмана и зятя первого президента России Бориса Ельцина Валерия Окулова, ставшего заместителем министра транспорта России, сменил бизнес-управленец Виталий Савельев, взявший курс на повышение экономической эффективности деятельности перевозчика. В этом же году из флота авиакомпании были выведены последние самолёты Ту-154, и по состоянию на 2017 год основную массу парка составляют современные самолёты «Airbus». Тем не менее, «Аэрофлот» декларирует закупку и российских самолётов.
В том же году было объявлено о банкротстве дочерней грузовой компании «Аэрофлот-Карго» в связи с накоплением долга в размере 5 млрд рублей перед материнской компанией. Банкротство грузовой дочерней компании не было связано с отказом от работы на рынке грузовых авиаперевозок, данное направление было передано во вновь созданный грузовой департамент «Аэрофлота».
24 июля 2009 года «Аэрофлот» подписал спонсорский контракт с футбольным клубом «ЦСКА».
15 ноября 2009 года в аэропорту Шереметьево открыт собственный терминал «Аэрофлота» (терминал D), и 26—28 декабря «Аэрофлот» завершил перевод в терминал своих внутренних рейсов, что устранило проблему неудобного трансфера пассажиров между первым и вторым терминалами. Однако уже в начале 2011 года представители Шереметьево прогнозировали, что при текущем росте пассажиропотока авиакомпании уже в 2011 году перронные и терминальные ёмкости терминала D будут исчерпаны, и «Аэрофлоту» вновь придётся вернуться к использованию терминалов B и C.

### Современный период

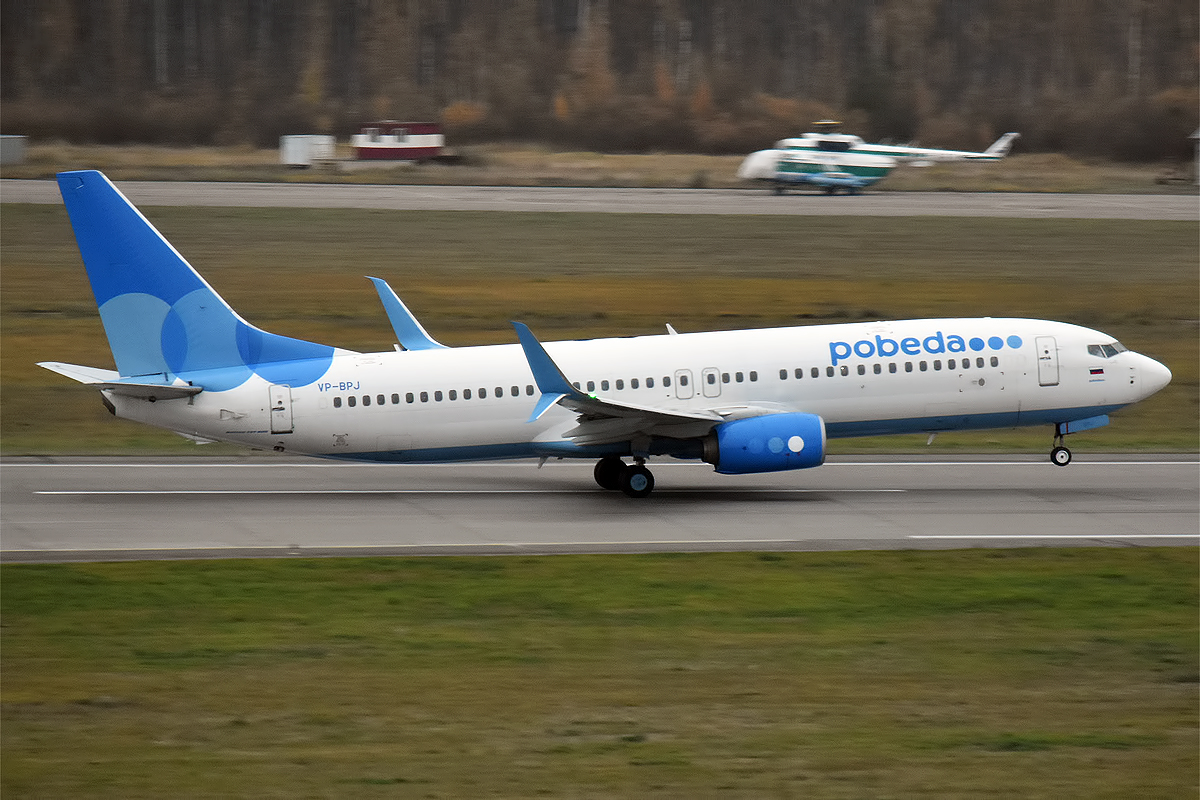
Boeing 737-800 авиакомпании «Победа» — дочерней авиакомпании «Аэрофлота»

В начале 2010 года было принято решение о присоединении к «Аэрофлоту» всех государственных авиакомпаний страны. Изначально планировалось передать государственные пакеты акций таких авиакомпаний как «Владивосток Авиа», «Сахалинские авиатрассы», «Саратовские авиалинии» и полностью государственные «Оренбургские авиалинии», «Кавминводыавиа» и ГТК «Россия». В результате такого слияния планировалось, что объединённая авиакомпания будет перевозить ежегодно более 17,5 млн пассажиров и занимать 35 % внутреннего рынка. Но некоторые планы были впоследствии пересмотрены, в частности, «Аэрофлот» отказался от «Саратовских авиалиний», а 51 % акций компании были проданы частным инвесторам.
29 октября 2010 года «Аэрофлот» заключил двухлетнее спонсорское соглашение с американским баскетбольным клубом «Нью-Джерси Нетс». Логотип «Аэрофлота» размещался на площадке команды в местах, попадавших в телевизионный кадр, а также в заставках трансляций гостевых игр.
16 июня 2011 года был выполнен первый коммерческий рейс на самолёте Sukhoi Superjet 100 (RA-89001) под флагом «Аэрофлота» по маршруту Москва («Шереметьево», терминал D, 09:10 мск) — Санкт-Петербург («Пулково», 10:40 мск). По оценке ГСС, поставка самолётов SSJ-100 в «Аэрофлот» является заведомо убыточной, потому что данные воздушные суда приобретались по цене существенно ниже их каталожной стоимости, так как «Аэрофлот» является первым крупным заказчиком и разделяет часть рисков, связанных с реализацией проекта. Первые 10 поставленных самолётов (комплектация «light») позже были выкуплены по средней цене в 19 млн долларов. Одновременно с этим, взамен выкупленных, в авиакомпанию поступили новые в комплектации «full», изготовленные с учётом изменившихся пожеланий перевозчика по комплектации.

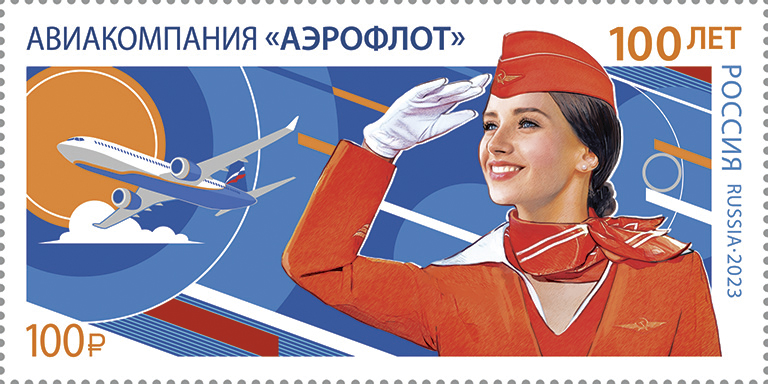
Почтовая марка России 2023 год. 100 лет авиакомпании «Аэрофлот»

В конце июня 2013 года появилась информация, что «Аэрофлот» может выйти из альянса SkyTeam в связи с высокой стоимостью внутренних авиабилетов по территории США авиакомпании Delta Air Lines, а также запретом на сотрудничество с членами других объединений (по правилам альянса), например, с United Airlines (Star Alliance), у которого билеты дешевле. Также рассматривался переход авиакомпании в Star Alliance, лидером которой является Lufthansa. Однако в конце сентября того же года руководство авиакомпании приняло решение остаться в SkyTeam.
1 июля 2013 года «Аэрофлот» стал официальным перевозчиком футбольного клуба «Манчестер Юнайтед». В 2022 году соглашение было разорвано из-за вторжения России на Украину.
В октябре 2013 года авиакомпания зарегистрировала свою новую низкобюджетную авиакомпанию «Добролёт», но из-за западных санкций вынужденно приостановил её деятельность из-за полётов в Симферополь.
В октябре 2014 года «Аэрофлот» объявил о запуске нового низкобюджетного перевозчика, работающим под новым названием «Победа».
По итогам 2013 года чистая прибыль Группы «Аэрофлот» составляла 7334,7 миллиона рублей. За этот же год сам «Аэрофлот» перевёз 20,9 миллиона пассажиров, а с учётом всех авиакомпаний Группы «Аэрофлот» — 32,3 миллиона. В 2014 году, по версии авиационной консалтинговой компании Skytrax, «Аэрофлот» в третий раз признан лучшей авиакомпанией Восточной Европы.
В 2014 году «Аэрофлот» стал официальным авиаперевозчиком зимних Олимпийских игр 2014 года.
1 сентября 2015 года «Аэрофлот» объявил о планах приобрести 75 % акций терпящей убытки второй по величине авиакомпании страны «Трансаэро» за символическую цену в 1 рубль. Впоследствии национальный перевозчик отказался от своих планов, так как в таком случае авиакомпании пришлось бы выплачивать огромный долг, а правительство приняло решение пойти по сценарию банкротства «Трансаэро». В сентябре 2015 года компания включена в санкционный список Украины. Санкции предусматривают блокировку активов и приостановление выполнения экономических и финансовых обязательств, а также «ограничение, частичное или полное прекращение транзита ресурсов, полётов и перевозок через территорию Украины».
В декабре 2017 года «Аэрофлот» заключил соглашение с SITA для отслеживания багажа пассажиров в режиме реального времени. Это станет возможным благодаря разработанному специалистами SITA приложению BagJourney, которое собирает и обрабатывает данные о местонахождении пассажиров и их багажа благодаря сведениям, получаемым из 400 аэропортов и 500 авиакомпаний по всему миру.
Со 2 апреля 2019 года «Группа компаний „Аэрофлот“» ввела безбагажные тарифы на ряде среднемагистральных маршрутов авиакомпании «Россия», а также ПАО «Аэрофлот», где существует повышенный спрос на эту услугу. Безбагажные тарифы были введены по многочисленным просьбам пассажиров, которые путешествуют налегке, и позволили снизить цены на билеты экономкласса на некоторых направлениях до 30 %.
С августа 2019 года «Аэрофлот» является членом ассоциации «Цифровой транспорт и логистика», на базе которой в России планируется создание единого цифрового логистического и транспортного пространства.
В октябре 2019 года «Аэрофлот» открыл продажу билетов на прямые рейсы из аэропорта Красноярска, который стал для вторым базовым для «Аэрофлота». 31 мая 2020 года хаб официально открылся. Планировалось, что за лето 2021 года будет перевезено 100 тыс. пассажиров.
Группа «Аэрофлот» в 2020 году перевезла 30,2 млн пассажиров, что на 50,3 % ниже показателя 2019 года. Процент занятости пассажирских кресел по группе «Аэрофлот» составил 73,6 %.
В 2020 году чистый убыток группы «Аэрофлот» превысил 123 млрд руб.
В 2021 году зарплата командира воздушного судна в «Аэрофлоте» составляла около 350 тыс. рублей в месяц (приблизительно 5 тыс. долларов).
В сентябре 2022 года на Восточном экономическом форуме «Аэрофлот» подписал с Объединённой авиастроительной корпорацией соглашение о намерениях приобрести (210 МС-21, 89 Superjet-NEW и 40 Ту-214) в период до 2030 года. Поставка будет осуществляться на условиях аренды, цена контракта — 1 триллион рублей.
9 ноября 2023 года «Аэрофлот» заявил о соглашении с лизинговой компанией BOC Aviation. В рамках соглашения 9 самолётов будут переданы в ООО "Страховая компания «НСК», которая выплатила сумму урегулирования, а BOC Aviation откажется от юридических претензий.
В летний сезон 2024 группа «Аэрофлот» организует по 269 направлениям (рост по сравнению с 2022 годом на 7 %). Внутренние рейсы — 149 маршрутов.

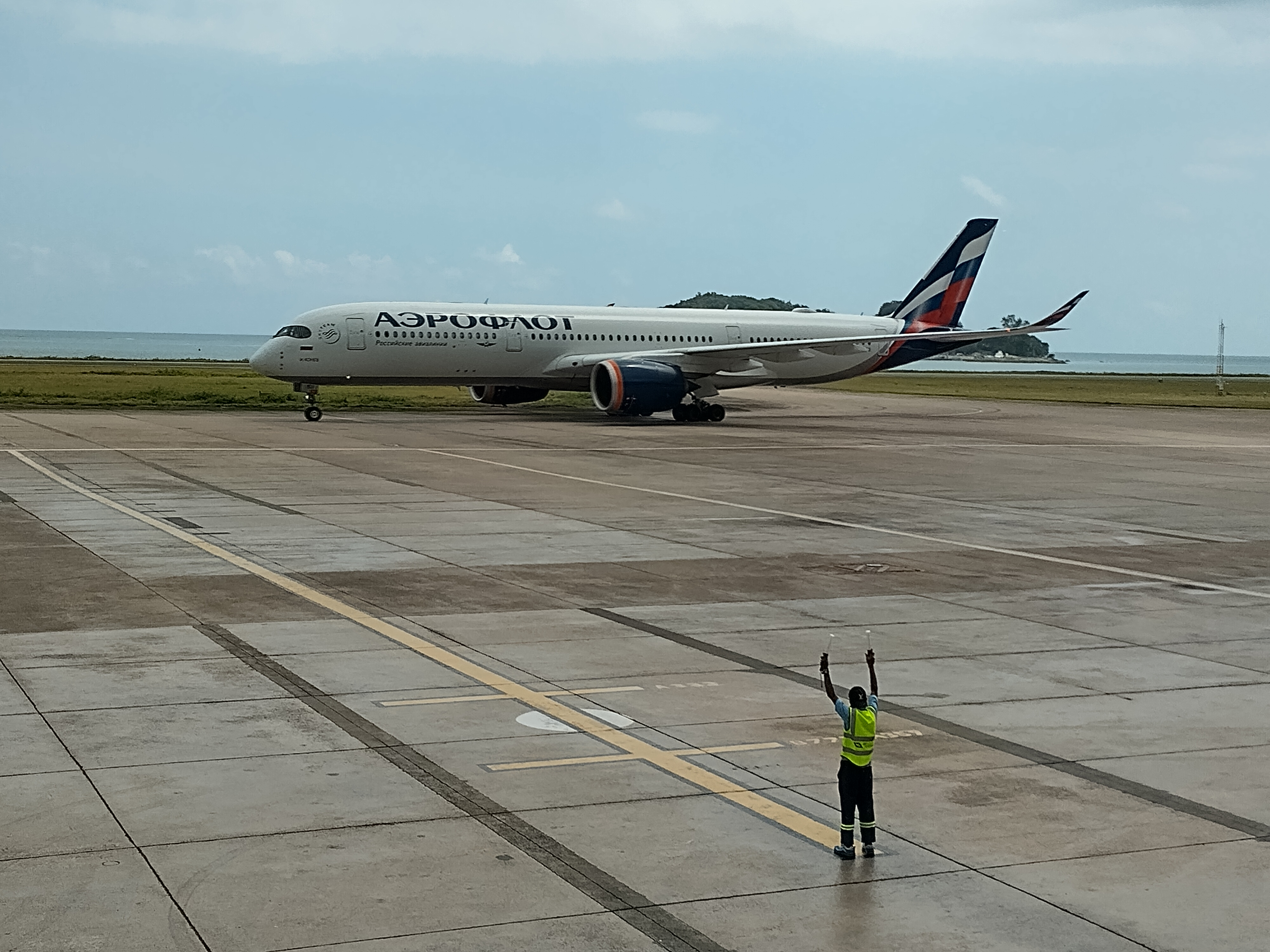
Самолёт Аэрофлота совершает посадку в аэропорту Сейшелы, февраль 2025 года

28 июля 2025 года «Аэрофлот» подвергся массированной хакерской атаке, которая стала одним из крупнейших киберинцидентов в истории российской авиации.

### Санкции (2022 год)
24 февраля 2022 года Великобритания объявила о введении санкций против «Аэрофлота» в ответ на вторжение России на Украину. Санкции предусматривают отзыв лицензии авиаперевозчика, что лишает авиакомпанию возможности совершать рейсы в Великобританию.
25 февраля 2022 года Еврокомиссия приняла пакет санкций, предусматривающий запрет на продажу произведённых в Евросоюзе самолётов, запчастей и оборудования для российских авиакомпаний.
С 8 марта 2022 года не выполняет некоторые зарубежные рейсы «в связи с возникновением дополнительных обстоятельств, препятствующих выполнению полётов».
Как и другие крупные российские авиакомпании, «Аэрофлот» получил от европейских лизингодателей уведомления о расторжении договоров и необходимости вернуть лайнеры.
7 апреля 2022 года авиакомпания внесена в санкционный список США из-за того, что авиакомпания нарушила санкции, введённые против России. Авиакомпании запрещено экспортировать американскую продукцию из США, а также реэкспортировать её из других стран мира. В октябре 2022 года Аэрофлот попал под санкции Украины.
11 апреля 2022 года авиакомпания внесена в «чёрный список» Евросоюза из-за того, что её самолёты «не соответствуют международным стандартам безопасности».
В ноябре 2022 года руководство «Аэрофлота» сообщило о создании национального центра компетенций для технической поддержки самолётов Airbus и Boeing, которые эксплуатируются в России. В этом процессе будут задействованы сотрудники российских офисов западных изготовителей. На данный момент в парках «Аэрофлота», «Победы», «России» 276 самолётов производства Airbus и Boeing. В дальнейшем центр планирует оказывать поддержку максимально широкому кругу заказчиков.

## Рейтинги
В сентябре 2019 года рейтинговое агентство Fitch Ratings повысило рейтинг «Аэрофлота» с «BB-» до «BB». В октябре 2021 рейтинг Fitch Ratings вновь был повышен до «ВВ», прогноз «стабильный». 30 марта 2022 года рейтинг был подтверждён на уровне «СС» и одновременно отозван по «причинам, связанными с санкциями».
В апреле 2021 года «Эксперт РА» присвоило компании рейтинг «ruAA-», прогноз «стабильный», через год рейтинг был понижен до «ruA», прогноз «развивающийся». В 2023 году рейтинг был повышен до «ruA+», прогноз «стабильный», в 2024 году — до «ruAA», прогноз «стабильный».
В июле 2024 года рейтинговое агентство АКРА присвоило компании рейтинг «AA(RU)», прогноз «стабильный», в 2025 году рейтинг был подтверждён.

## Признание

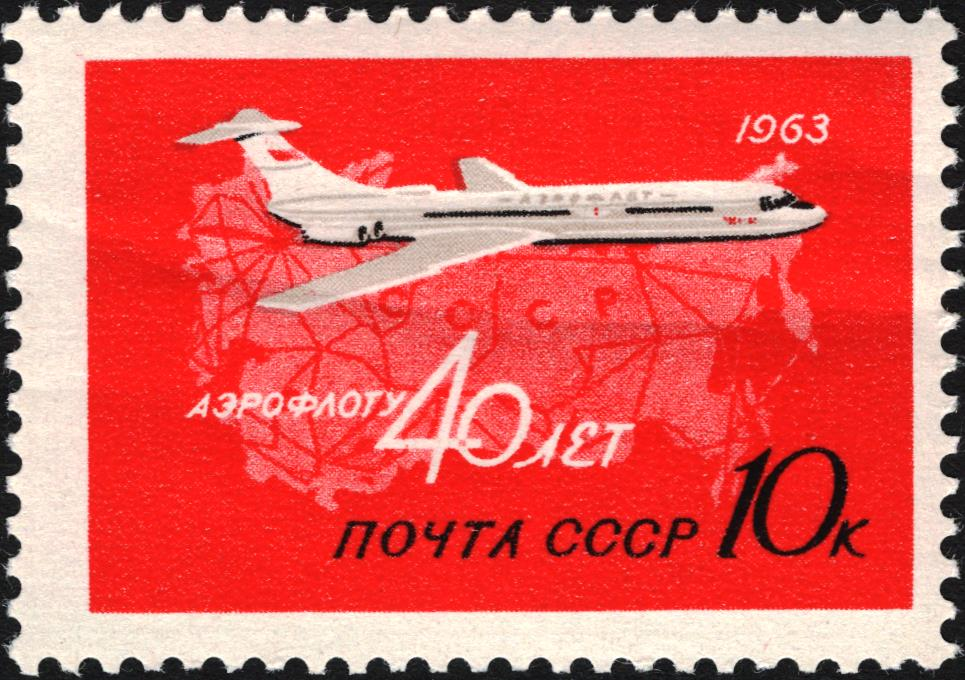
40-летие Советского Аэрофлота — Гражданской авиации СССР. Самолёт Ил-62 над картой внутренних линий Аэрофлота СССР.

В апреле 2016 года «Аэрофлот» первым из российских авиакомпаний удостоился четырёх звёзд за качество сервиса по версии авиационной консалтинговой компании Skytrax.

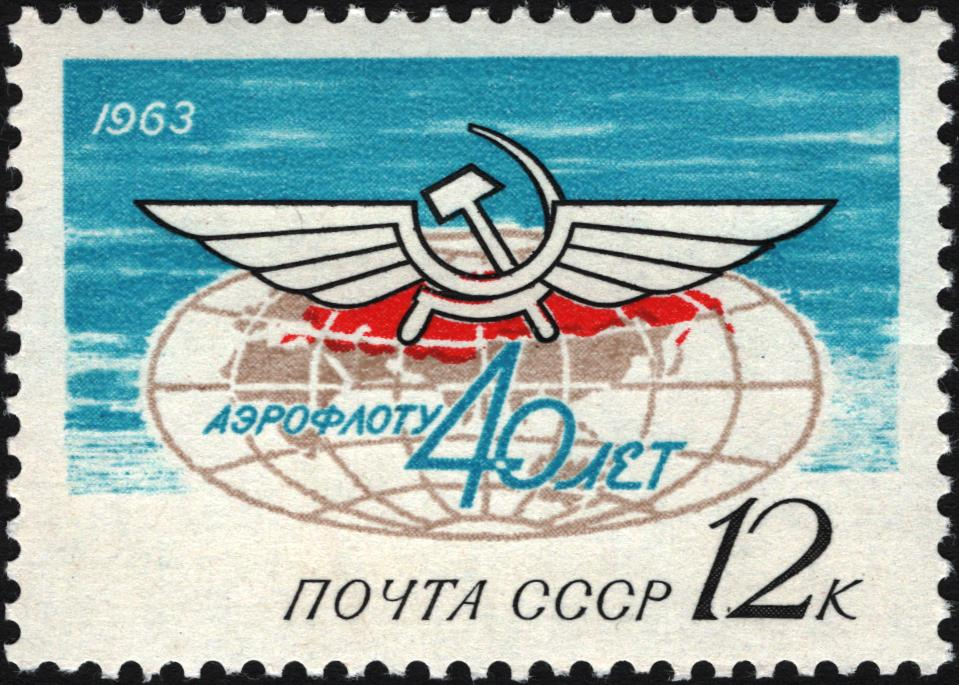
40-летие Советского Аэрофлота — Гражданской авиации СССР. Эмблема Аэрофлота СССР и глобус.

В сентябре 2018 года «Аэрофлот» вновь стал обладателем рейтинга «пять звёзд» APEX в номинации «Глобальная авиакомпания». В 2018 году в рамках премии Skytrax World Airline Award «Аэрофлот» в седьмой раз в своей истории и шестой год подряд победил в номинации «Лучшая авиакомпания Восточной Европы», а предлагаемое им бортовое питание в классе обслуживания премиум-эконом (класс «Комфорт») впервые названо лучшим в мире. В октябре 2018 года «Аэрофлот» вновь подтвердил соответствие престижному рейтингу «четыре звезды» Skytrax. В официальном заключении Skytrax по состоянию на 2018 год отмечено, что критериям «четырёх звёзд» соответствуют все три класса обслуживания «Аэрофлота» — «Бизнес», «Премиум-эконом (Комфорт)» и «Эконом».
В октябре 2018 года «Аэрофлот» впервые стал победителем международной премии Business Traveller UK Reader Awards 2018 в категории «Лучшая авиакомпания Восточной Европы», в октябре 2019 года компания второй раз стала победителем премии Business Traveller Awards в номинации «Лучшая авиакомпания Восточной Европы».
В январе 2019 года «Аэрофлот», по версии китайской премии Stars Awards 2019, признан «Лучшей авиакомпанией для транзита между Китаем и Европой».

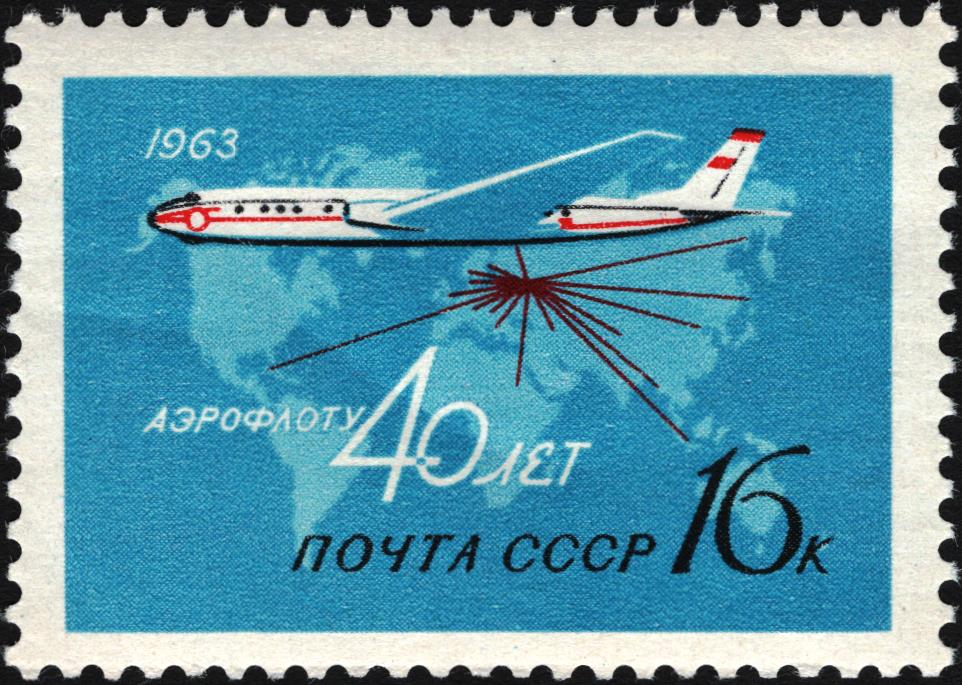
40-летие Советского Аэрофлота — Гражданской авиации СССР. Самолёт Ту-104 картой международных линий Аэрофлота СССР.

В 2019 году компания вошла в топ-10 международного рейтинга в плане лучшего клиентского обслуживания и занимает 8-е место в международном рейтинге клиентоориентированности.
В марте 2019 года отраслевой журнал Aviation Plus Mag назвал «Аэрофлот» компанией с самым молодым парком самолётов. Средний возраст самолётов по состоянию на 01 декабря 2019 года составляет 4.9 года.
В апреле 2019 года «Аэрофлот» в третий раз получил отраслевую награду в номинации «Любимая иностранная авиакомпания» на церемонии награждения премией Flyer Award 2019 в Шанхае.
В июне 2019 года на церемонии награждения Skytrax World Airline Awards, которая состоялась в музее авиации и космонавтики в Ле-Бурже, авиакомпания «Аэрофлот» в восьмой раз была признана «Лучшей авиакомпанией Восточной Европы».
В августе 2019 года «Аэрофлот» по итогам конкурса «Вина на крыле» журнала Global Traveler вошёл в тройку победителей в номинации «Лучшее шампанское в бизнес-классе на международных рейсах».

## Собственники
По состоянию на июнь 2021 года:

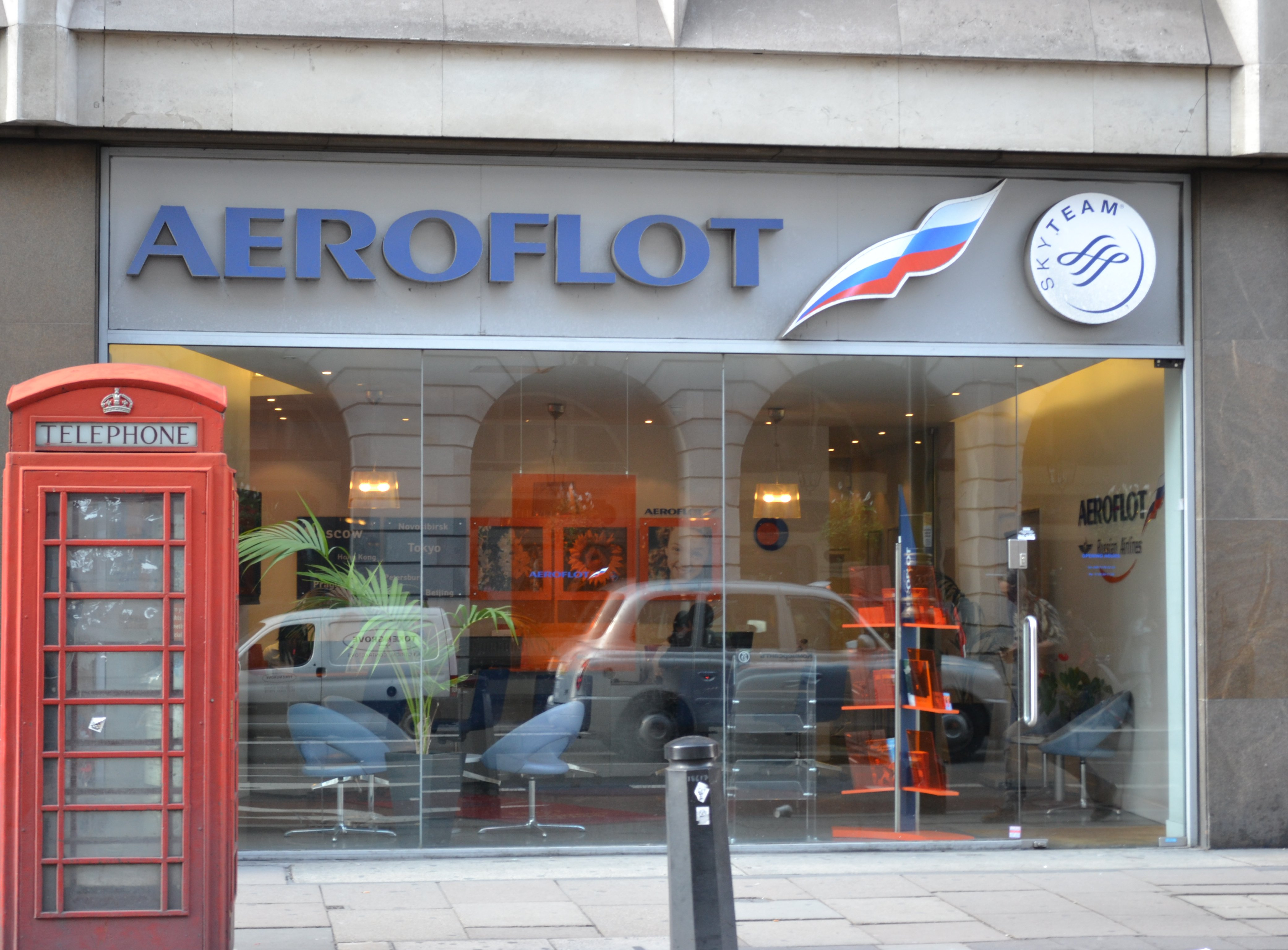
Офис «Аэрофлота» в Лондоне на Пикадилли

- 57,3 % акций ПАО «Аэрофлот» принадлежит Российской Федерации в лице Федерального агентства по управлению государственным имуществом;
- Более 40,7 % акций находится в свободном обращении у институциональных и частных инвесторов.

Свободно обращающиеся акции ПАО «Аэрофлот» размещены на Московской бирже (MCX: AFLT) и внебиржевых рынках в виде глобальных депозитарных расписок, удостоверяющих права в отношении обыкновенных акций.

## Председатель правления, генеральный директор
- 10 июня 1994[86] — октябрь 1995 — Владимир Тихонов
- октябрь 1995[87] — март 1997 — Евгений Шапошников
- март 1997[88] — 10 апреля 2009 — Валерий Окулов
- 10 апреля 2009[89] — ноябрь 2020 — Виталий Савельев
- ноябрь 2020[90] —2022 — Михаил Полубояринов
- с 8 апреля 2022 — Сергей Александровский[91]

## Дочерние авиакомпании

### Нынешние
- «Россия»: 75 % минус 1 акция (с 2011 года);[92]
- «Победа»: 100 % акций (с 2014 года, создан вместо «Добролёта»).

### Бывшие
- «Джеталлианс Восток» (ранее «Аэрофлот Плюс»): 100 % акций, деятельность прекращена;
- «Аэрофлот-Карго»: 100 % акций, является банкротом, фактически упразднена, самолёты переданы материнской авиакомпании (как грузовое подразделение);
- «Донавиа»: 100 % акций, деятельность прекращена;
- «Аэрофлот-Норд»: 27 ноября 2009 года смена название на «Нордавиа» — «региональные авиалинии», 23 марта 2011 года продана ГМК «Норильский никель»;
- «Оренбургские авиалинии»: 100 % акций, деятельность прекращена;
- «Саратовские авиалинии»: 51 % акций, до 29 декабря 2011 года (проданы частным лицам);
- «Добролёт»: 100 % акций, с 2014 года — ликвидирована[93];
- Владивосток Авиа: 52 % акций с 2012 года. Деятельность прекращена;
- «Аврора»: 51 % акций с 2014 года. Продана правительству Сахалинской области за символический 1 рубль.

## Бонусная программа
В апреле 1999 года учреждена программа «Аэрофлот Бонус», позволяющая пассажирам накапливать «мили» за полёты на рейсах для последующего обмена на услуги «Аэрофлота», авиакомпаний альянса SkyTeam и партнёров по программе.
В мае 2018 года программа «Аэрофлот Бонус» удостоена американской премии Freddie Awards в трёх номинациях: «Лучшая программа элитного уровня», «Лучший клиентский сервис», «Лучшая возможность использования миль» и получила специальную награду «210 AWARD». В июне 2019 года программа получила премию в двух номинациях: «Лучшая программа элитного уровня» и «Лучший клиентский сервис».

## Флот

### История флота
Основная статья: Флот Аэрофлота.

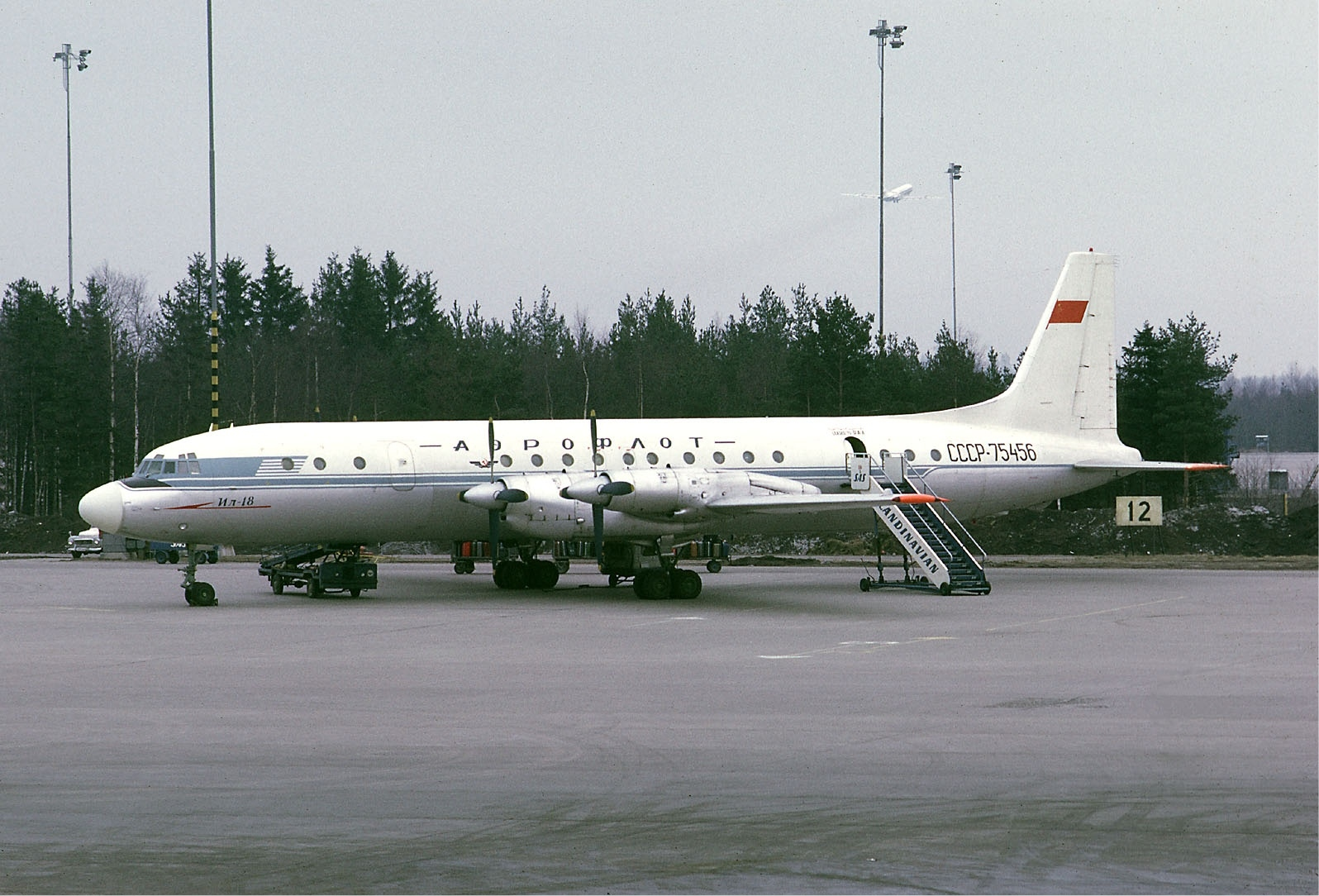
Ил-18Д «Аэрофлота»

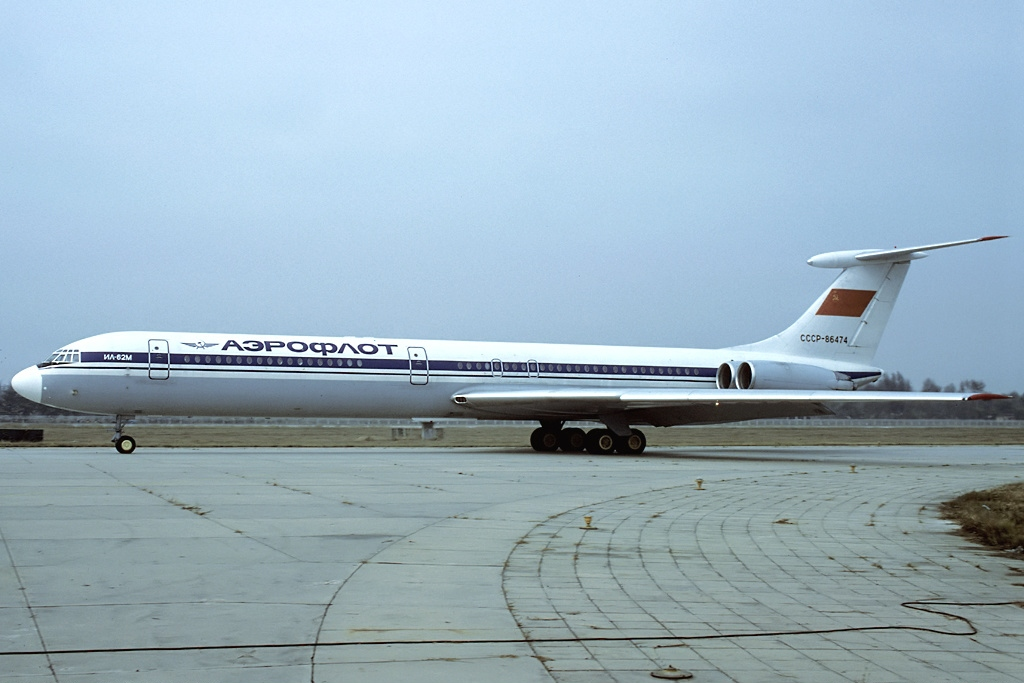
Ил-62М «Аэрофлота»

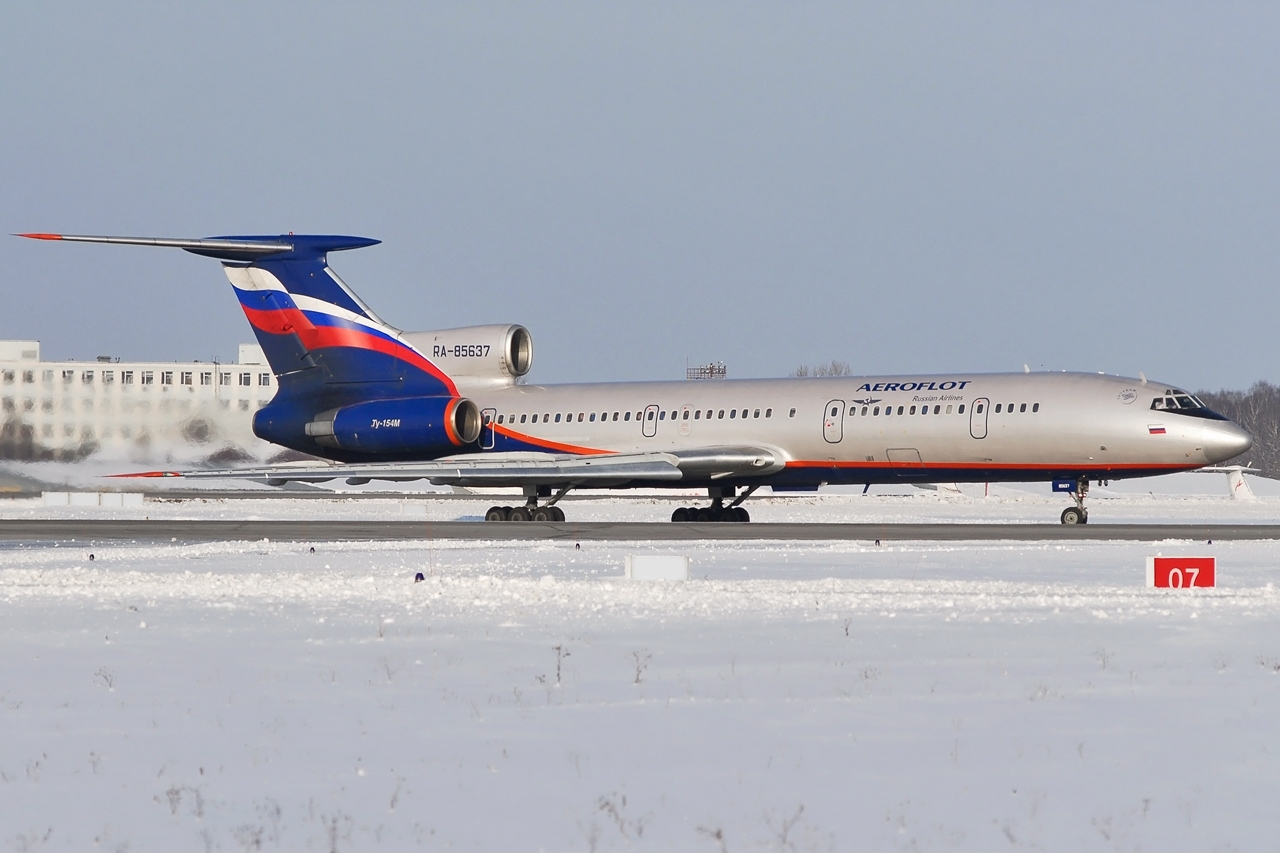
Ту-154

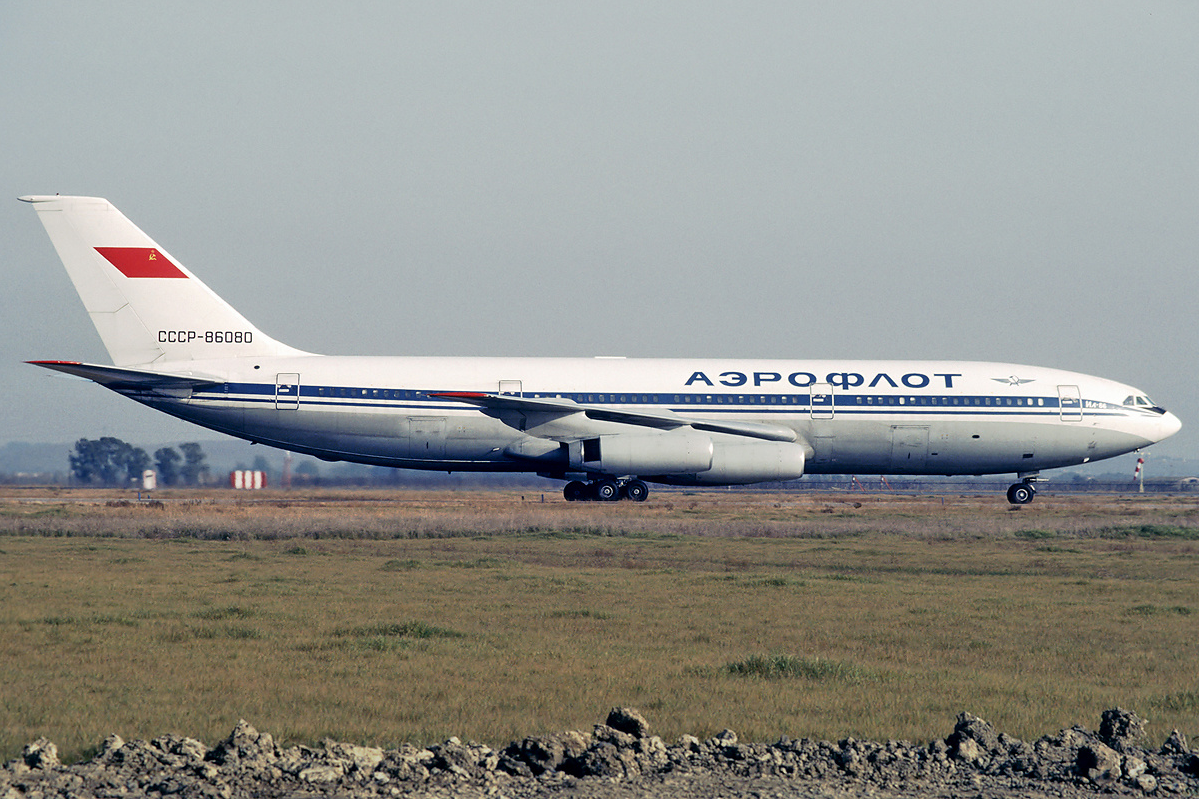
Ил-86

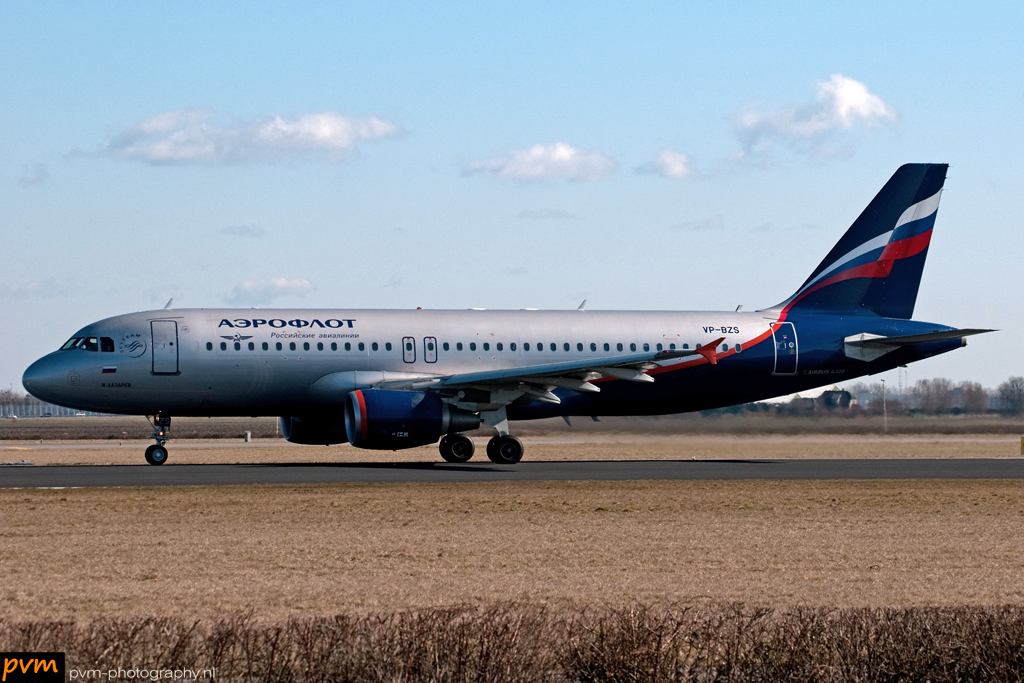
Airbus А320

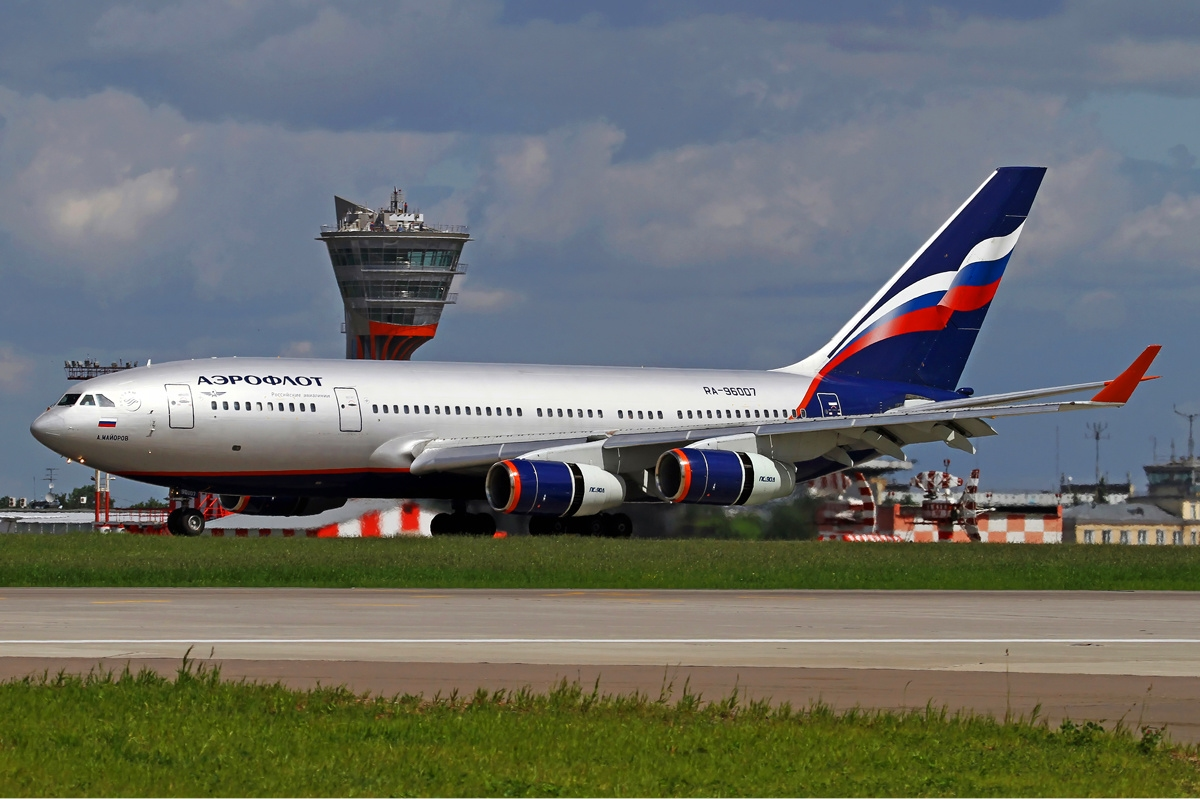
Ил-96-300 «Аэрофлота»

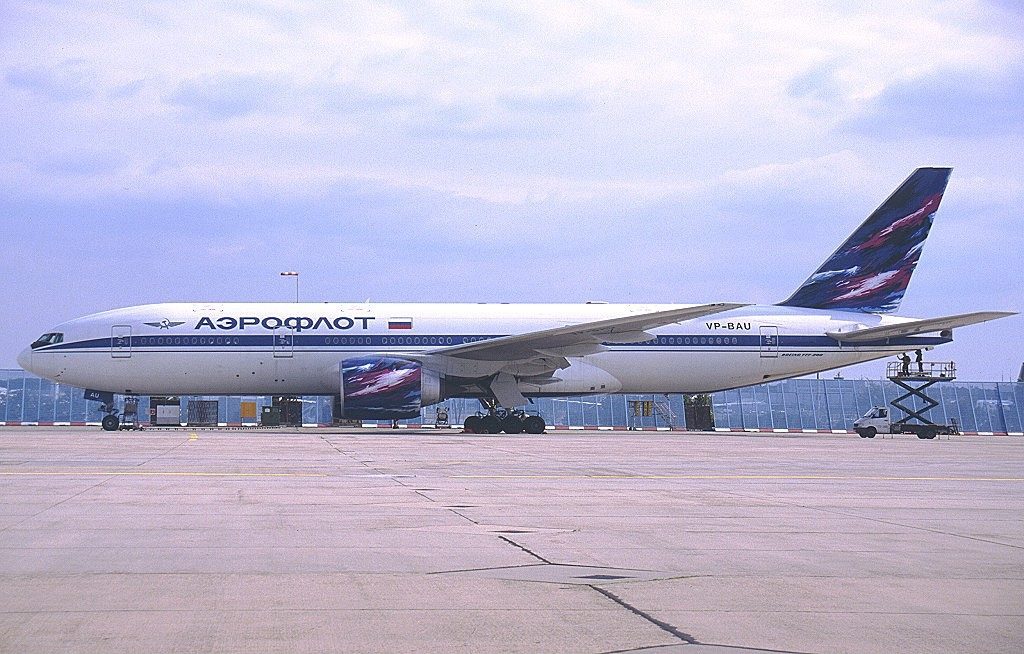
Boeing 777-200ER «Аэрофлота»

В 1992 году «Аэрофлот» впервые с 1950-х стал использовать импортную технику (помимо чехословацких L-410); Airbus A310, парк которых в 2000 году достигал 11 штук, летали под цветами «Аэрофлота» до 2005 года. В 1994 году «Аэрофлот» приобрёл два Boeing 767-300ER. Также «Аэрофлот» стал использовать грузовую версию McDonnell Douglas DC-10F.
9 июня 2007 года «Аэрофлот» и Boeing подписали контракт на приобретение 22 новых самолётов Boeing 787 Dreamliner со сроком поставки в 2014 году, однако в июне 2015-го «Аэрофлот» отказался от своего заказа.
20 июня 2007 года на международном авиакосмическом салоне в Ле-Бурже «Аэрофлот» подписал c Airbus контракт на приобретение 22 самолётов Airbus A350 XWB. Срок поставки этих самолётов неоднократно откладывался, поставки начались в 2020 году. 28 февраля 2020 года «Аэрофлот» получил первый Airbus A350 в индивидуальной ливрее. Широкой публике он был представлен 4 марта, а с 6 марта начал тренировочные полёты в Санкт-Петербург и Дубай.
В июне 2011 года на авиашоу в Ле-Бурже объявлено о заключении соглашения с Boeing на поставку восьми лайнеров Boeing 777-300ER на сумму $ 2,3 млрд. Первые самолёты вышли на регулярные линии в конце февраля 2013 года.
В марте 2014 года была прекращена эксплуатация самолётов Ил-96-300. Последний рейс под флагом «Аэрофлота» самолёт с б/н RA-96008 выполнил 30 марта. В июне этого же года был завершён 20-летний период эксплуатации самолётов Boeing 767-300ER.
15 января 2015 года «Аэрофлот» и ЗАО «Гражданские самолёты Сухого» заключили соглашение о поставке ещё 20 самолётов Sukhoi Superjet 100-95В. К тому моменту между компаниями уже был заключён контракт на приобретение 30 самолётов SSJ-100, тем самым «Аэрофлот» намеревался к июлю 2018 года увеличить парк этих самолётов до 50 машин.
5 июля 2018 года «Аэрофлот» приобрёл 15-й по счёту из 20 самолётов SSJ-100, поставляемых по контракту заключённого с АО «Гражданские самолёты Сухого» и АО «ВЭБ-лизинг». Модель для авиакомпании стала 45-й из имеющихся SSJ-100 в парке.
10 сентября 2018 года «Аэрофлот» и «Объединённая авиастроительная корпорация» (ОАК) подписали соглашение на поставку 100 российских самолётов SSJ-100.
27 февраля 2022 года в результате санкций ЕС два А320-214 (VP-BET и VP-BAC) и один А321-200 (VP-BOE), принадлежащих «Аэрофлоту» были арестованы в Мюнхене, Амстердаме и Женеве соответственно. Мюнхенский А320 8 ноября 2024 был отпущен за 460 тысяч евро в Остраву. В итоге два А320 были переданы китайским лизинговым компаниям. А321 же принадлежал российской ГТЛК и остаётся под арестом в Женеве.
3 июня 2022 года на Шри-Ланке был задержан Airbus 330-300 «Аэрофлота» с бортовым номером RA-73702 из-за жалобы ирландской лизинговой компании. Однако через 3 дня борт был отпущен в Москву.
7 сентября 2022 года «Аэрофлот» и ОАК подписали соглашение на приобретение 339 отечественных самолётов на сумму более 1 трлн рублей, которое вице-премьер и глава Минпромторга Денис Мантуров охарактеризовал как рекордное. Договор предусматривает передачу «Аэрофлоту» на условиях аренды в период с 2023 по 2030 год 210 самолётов МС-21, 89 самолётов Superjet-NEW и 40 Ту-214. По словам главы «Ростеха» Сергея Чемезова, флагманом в парке «Аэрофлота» станет МС-21, все самолёты будут поставлены «в импортозамещённом виде» — с бортовыми системами и агрегатами российского производства.
20 июня 2025 года гендиректор «Аэрофлота» Сергей Александровский на ПМЭФ-2025 отметил, что в планы авиакомпании не входит эксплуатация Superjet-NEW и Ту-214. Хотя в 2024 году глава «Ростеха» Сергей Чемезов сообщал, что корпорация и «Аэрофлот» заключили твёрдый контракт на 11 бортов Ту-214.

### Парк воздушных судов
- По состоянию на июль 2025 года в Аэрофлоте эксплуатируется 171 самолёт[115]. Средний возраст флота составляет 9,8 лет[116].

### Ливрея и именные самолёты
Все самолёты семейства Airbus А320, Airbus A330, Airbus A350, Boeing 737 и Boeing 777 имеют собственные имена — они носят имена известных советских и российских полководцев, писателей, художников, спортсменов, композиторов, учёных и артистов сцены, театра и кино. Имена нанесены в носовой части фюзеляжа по-русски на левой стороне и латиницей — на правой.
Самолёты в современных раскрасках (2003 и 2020 г.г.)имеют надпись «АЭРОФЛОТ» по-русски на левой стороне фюзеляжа и «AEROFLOT» латиницей — на правой. Снизу имеется надпись «Российские авиалинии» на левой стороне фюзеляжа и «Russian Airlines» — на правой. Рядом с этой надписью имеется знак Аэрофлота — окрылённый символ СССР.

### Выведенные из эксплуатации самолёты
Ранее эксплуатировавшиеся «Аэрофлотом» типы самолётов:
С 2021 года «Аэрофлот» постепенно выводит из своего парка самолеты Sukhoi Superjet 100, обосновывая это тем, что авиакомпания планирует сосредоточиться на выполнении международных рейсов из России, а региональные рейсы будет выполнять дочерняя структура Россия
| Тип самолёта | Фото | Год ввода | Год вывода |
| Ан-124       |      | 1980      | 2000       |
| Ил-18        |      | 1958      | 2002       |
| Ил-62        |      | 1967      | 2002       |
| Ил-76        |      | 1979      | 2004       |
| Ил-86        |      | 1980      | 2006       |
| Ил-96-300    |      | 1993      | 2014       |

| Тип самолёта        | Фото | Год ввода | Год вывода |
| Ту-134              |      | 1967      | 2007       |
| Ту-154              |      | 1968      | 2009       |
| Ту-204              |      | 1990      | 2005       |
| Як-40               |      | 1966      | 1995       |
| Як-42               |      | 1980      | 2000       |
| Airbus A310-300     |      | 1992      | 2005       |
| Airbus A319-100     |      | 2003      | 2016       |
| Airbus A330-200     |      | 2008      | 2012       |
| Boeing 737-400      |      | 1998      | 2004       |
| Boeing 767-300ER    |      | 1994      | 2014       |
| Boeing 777-200ER    |      | 1998      | 2005       |
| Sukhoi Superjet 100 |      | 2011      | 2023       |

## Показатели деятельности
Количество перевезённых пассажиров:
- в 1976 году — более 100 000 000 пассажиров;
- в конце 1980-х годов — до 130 000 000 пассажиров ежегодно;
- в 1990 году — 137 100 000 пассажиров[127];
- в 2001 году — 5,832 млн;
- в 2002 году — 5,490 млн;
- в 2003 году — 5,844 млн;
- в 2004 году — 6,862 млн;
- в 2005 году — 6,707 млн;
- в 2006 году — 7,290 млн;
- в 2007 году — 8,166 млн;
- в 2008 году — 9,27 млн[128];
- в 2009 году — 8,755 млн;
- в 2010 году — 11,2858 млн[129];
- в 2011 году — 14,1738 млн;
- в 2012 году — 17,656 млн;
- в 2013 году — 20,9 млн;
- в 2014 году — 23,6 млн[130];
- в 2015 году — 26,1 млн;
- в 2016 году — 28,9 млн;
- в 2017 году — 32,8 млн;
- в 2018 году — 35,8 млн[131].
- в 2024 году — 55,3 млн[132].

Процент занятости пассажирских кресел:
- в 2000 году — 65,7 %;
- в 2001 году — 65,8 %;
- в 2002 году — 68,4 %;
- в 2003 году — 69,4 %;
- в 2004 году — 69,0 %;
- в 2005 году — 69,1 %;
- в 2006 году — 70,1 %;
- в 2007 году — 70,3 %;
- в 2008 году — 70,9 %[133];
- в 2009 году — 69,5 %;
- в 2010 году — 77,2 %[129];
- в 2011 году — 77,5 %;
- в 2012 году — 77,9 %;
- в 2013 году — 78,8 %;
- в 2014 году — 78,2 %;
- в 2015 году — 79,3 %;
- в 2016 году — 81,3 %;
- в 2017 году — 81,8 %;
- в 2018 году — 80,5 %[131].

Коммерческая загрузка:
- в 2002 году — 56,4 %;
- в 2003 году — 57,0 %;
- в 2004 году — 58,2 %;
- в 2005 году — 58,0 %;
- в 2006 году — 57,7 %;
- в 2007 году — 55,7 %;
- в 2008 году — 56,2 %[133];
- в 2009 году — 55,9 %;
- в 2010 году — 63,2 %[129];
- в 2015 году — 62,3 %;
- в 2016 году — 65,0 %;
- в 2017 году — 68,7 %;
- в 2018 году — 67,4 %[131].

Грузовые перевозки:
- в 2006 году — 145 300 т;
- в 2015 году — 135 145,1 т;
- в 2016 году — 175 504,9 т;
- в 2017 году — 226 589,8 т;
- в 2018 году — 223 830,7 т[131].

## Критика деятельности

### Возврат денежных средств из-за закрытия границ
Ввиду закрытия границ с большинством стран мира на период пандемии коронавируса COVID-19 «Аэрофлот» вынужден был отменить большое количество рейсов, что привело к необходимости отменять купленные билеты и возвращать за них средства покупателям. Кроме того, из-за необходимости проводить карантин после зарубежных поездок «Аэрофлот» начал получать запросы на возврат билетов по незакрытым направлениям. Компания заявила о том, что первоочерёдно будет осуществляться только «срочный возврат средств», при этом тысячи владельцев купленных билетов не могли понять, кто именно относится к категории «приоритетного возврата средств». «Горячая линия» компании оказалась перегружена, а возвращать средства в полном объёме пассажирам, которые передумали лететь из-за карантина, компания отказалась в принципе, не считая это форс-мажором. С 8 апреля 2020 года авиакомпания не выполняет возврат денег за авиабилеты, вне зависимости от направления, в том числе по полностью возвратным тарифам. С этой же даты невозможно произвести возврат купленных ранее подарочных сертификатов, при этом оферта на официальном сайте, в которой при покупке сертификата указывалась возможность его возврата, была отредактирована задним числом.

### Жестокое обращение с животными
22 января 2020 года во время перелёта Нью-Йорк — Москва две кошки, перевозимые в багажном отделении, при транспортировке получили травмы и погибли от внутреннего кровоизлияния, а их контейнеры-переноски были повреждены. Также у этого же хозяина ещё один кот, следовавший другим рейсом в багажном отделении, получил обморожения, примёрзнув к собственной моче, хотя в багажном отсеке самолёта, в котором перевозится живой груз, должна поддерживаться температура не менее +10 °C.
«Аэрофлот» при даче официальных объяснений попытался перенести гнев недовольного пассажира на компанию, занимающуюся транспортировкой багажа в аэропорту — «Шереметьево-Хендлинг».

### Репрессивные методы воздействия на пассажиров
В авиакомпании практикуется лишение пассажиров накопленных бонусных миль и платиновой карты за распространение негативных отзывов об «Аэрофлоте» в интернете.

### Ограничения для сотрудников
В ноябре 2018 года «Аэрофлот» запретил сотрудникам использовать в офисе телефоны с камерой, а также любую другую аппаратуру, позволяющую делать аудио-, фото- и видеофиксацию. Это следует из приказа гендиректора авиакомпании Виталия Савельева. Топ-менеджеры «Аэрофлота», говорится в приказе, должны ознакомить работников с приказом под подпись, а также проводить контрольные мероприятия и привлекать к дисциплинарной ответственности виновных. Контроль за исполнением приказа был возложен на гендиректора по административному управлению «Аэрофлота» Василия Авилова.

### Комментарии
1. ↑  На фото борт  VQ-BEI (S. Korolev)
2. ↑  На фото борт  VQ-BFY (P. Tchaikovsky)